# East 149th Street
East 149th Street – stacja metra nowojorskiego, na linii 6. Znajduje się w dzielnicy Bronx, w Nowym Jorku i zlokalizowana jest pomiędzy stacjami Longwood Avenue i East 143rd Street – St. Mary’s Street. Została otwarta 7 stycznia 1919.